# Acanthonevra nigrolimbata
Acanthonevra nigrolimbata
 es una especie de insecto del género Acanthonevra de la familia Tephritidae del orden Diptera. 

## Historia
Chen y Zia la describieron científicamente por primera vez en el año 1963.